# Povegliano
Povegliano là một đô thị ở tỉnh Treviso trong vùng Veneto, có cự ly khoảng 40 km về phía bắc của Venice và khoảng 12 km về phía tây bắc của Treviso. Tại thời điểm ngày 31 tháng 12 năm 2004, đô thị này có dân số 4.590 người và diện tích là 12,9 km².
Đô thị Povegliano có các frazioni (các đơn vị trực thuộc, chủ yếu là các làng) Camalò and Santandrà.
Povegliano giáp các đô thị: Arcade, Giavera del Montello, Ponzano Veneto, Villorba, Volpago del Montello.